# Newzealandsk vagtel
Newzealandsk vagtel (Coturnix novaezelandiae) var en vagtelart, som kun fandtes på New Zealand. Den blev erklæret uddød i 1875, de sidste kendte eksemplarer blev skudt i 1869. Der er flere teorier om, hvorfor den før så talrige art uddøde. Teorierne omfatter: menneskers jagt på fuglen, fjerkræsygdomme overført fra indførte vagtel- og fasanarter, indførte rovdyr såsom katte, hunde og rotter. 